# Iria Flavia
Santa María de Iria Flavia és una parròquia del municipi gallec de Padrón, a la província de la Corunya. L'any 2013 tenia 1.996 habitants agrupats en 30 entitats de població.
Iria Flavia va ser la seu d'una de les diòcesis gallegues més importants de la baixa edat mitjana fins que la seu va ser traslladada a Santiago de Compostel·la, amb motiu del descobriment de les restes de l'apòstol Sant Jaume.
L'església, l'atri i part del cementiri d'Adina ocupen una extensa necròpoli datada a partir del segle v. En el cementiri es troben les restes de l'escriptor Camilo José Cela, que va néixer a Iria Flavia l'any 1916.